# Tetragonula dapitanensis
Tetragonula dapitanensis är en biart som först beskrevs av Cockerell 1925.  Tetragonula dapitanensis ingår i släktet Tetragonula och familjen långtungebin. Inga underarter finns listade i Catalogue of Life.